# Fausto Correia
Fausto de Sousa Correia (Coimbra, 29 de Outubro de 1951 — Bruxelas, Bélgica, 9 de Outubro de 2007), advogado, foi uma personalidade portuguesa ligada a várias áreas, notavelmente desporto e política.

## Vida
Licenciou-se em Direito, pela Universidade de Coimbra tendo exercido a profissão de advogado como também consultor empresarial, professor, jornalista, administrador, escritor, dirigente, político e deputado.
Era membro da obediência maçónica Grande Oriente Lusitano.
Morreu a 9 de outubro de 2007, no seu apartamento em Bruxelas, vítima de ataque cardíaco. O funeral realizou-se a 13 de Outubro de 2007, em Coimbra e contou com a presença de inúmeras individualidades quer a nível político (incluindo o primeiro-ministro, José Sócrates), quer desportivo (p. ex.: o presidente da Académica de Coimbra, José Eduardo Simões), entre muitos conimbricenses.

## Cargos relevantes

### Profissionalmente
- Jornalista do "República", d"A Luta" e da Agência Noticiosa Portuguesa.
- Professor do ensino secundário.
- Administrador da Radiodifusão Portuguesa e da Agência LUSA.
- Director do jornal "Despertar", de Coimbra

### Desporto
- Dirigente da Associação Académica de Coimbra - Organismo Autónomo de Futebol
- Presidente da Associação Académica de Coimbra - Organismo Autónomo de Futebol (1995-até Outubro)
- Co-fundador do Clube Académico de Coimbra

### Política
- Secretário-Coordenador da Federação Distrital de Coimbra (1978-1980, 1992-2000 e 2002-2003)
- Membro da Comissão Nacional e da Comissão Política Nacional do PS (2002-2007) e Presidente da Mesa da Comissão Política da Federação de Coimbra (do PS)
- Deputado da Assembleia Municipal de Coimbra e de Miranda do Corvo. Foi também Presidente da Assembleia Municipal de Miranda do Corvo.
- Vice-Governador Civil de Coimbra
- Como deputado na Assembleia da República, (Círculo de Coimbra):
  - nas IV, VII, VIII e IX Legislatura da Terceira República Portuguesa:
- Membro dos XIII e XIV Governo Constitucional de Portugal
  - Secretário de Estado da Administração Pública, no XIII
  - Secretário de Estado dos Assuntos Parlamentares, no XIV
  - Secretário de Estado Adjunto do Ministro de Estado, no XIV
  - Secretário de Estado Adjunto do Primeiro-Ministro, no XIV
- Como deputado europeu (2004-2007):
  - Membro efectivo da Comissão Parlamentar das Liberdades Cívicas, Justiça e Assuntos Internos
  - Membro efectivo da Delegação EU - Comunidade Andina

### Actividades variadas
- Presidente da Mesa da Assembleia-geral da Associação Humanitária dos Bombeiros Voluntários de Coimbra
- Presidente da Assembleia Geral do Olivais Futebol Clube

## Obras publicadas
- Praça da República I (1997)
- Praça da República II (1998)
- Praça da República III (1999)
- Melhor Administração, Mais Cidadania (1999) em co-autoria com o Jorge Coelho

## Distinções
- Sócio honorário da Associação Humanitária dos Bombeiros Voluntários de Coimbra
- Sócio honorário da Secção de Andebol da Associação Académica de Coimbra
- Militante honorário da Juventude Socialista
- Grau de Grande-Oficial da Ordem do Mérito da Presidência da República (17 de janeiro de 2006)[2]